# Hussards de Rohan
Les Hussards de Rohan est un corps de deux régiments de hussards constitué pendant la Révolution française par l'Armée des émigrés.

## Historique
Le premier régiment des hussards de Rohan est levé à la solde et au service de l'armée britannique, sa capitulation est signée du 3 mars 1794, il fait partie du régiment de Rohan qui comporte aussi un corps d'infanterie; l'infanterie légère de Rohan-Montbazon (1794-1795).
Le colonel propriétaire est Charles-Alain-Gabriel de Rohan, duc de Montbazon, ancien colonel d'infanterie, ce corps se lève aux dépens du régiment soldé par son oncle, le cardinal Louis-René de Rohan à l'armée de Condé et passé dans les forces autrichiennes en 1793. Le colonel commandant est le prince Louis de Rohan-Guéméné, le lieutenant colonel est le marquis Béthisy de Mézières.

## Création et différentes dénominations
- 3 mars 1794 : Le premier régiment est créé par le Prince de Rohan et sert dans l'armée britannique.
- janvier 1795 : Création d'un deuxième régiment de taille moindre.
- fin 1795 : Les deux régiment sont amalgamés en un seul.
- juillet 1797 : Le corps des Hussards de Rohan est licencié.

## Uniforme
1er régiment
- shako : noir
- collet : rouge
- dolman : bleu
- pelisse : blanc
- parement : rouge
- tresses : jaune
- culotte : bleu

2e régiment
flamme du bonnet : blanc

- shako : noir
- collet : rouge
- dolman : blanc
- pelisse : rouge
- parement : rouge
- tresses : jaune
- culotte : rouge

## Faits d'armes
Le premier régiment fait la campagne de Hollande en 1794. Le 19 octobre 1794, à Druten, les troupes anglaises confondirent son uniforme semblable à celui du 5e régiment de hussards : la brigade anglaise du général Fox et particulièrement le 37th Foot furent sévèrement bousculés et le 9e régiment de hussards captura le drapeau du 1er bataillon du 37th Foot.
Il est ensuite question, en 1795, de l'envoyer aux Antilles, mais le régiment refuse et se mutine. Finalement les deux régiments sont malgré tout, envoyés à Haïti en 1796, où ils sont décimés.
Lors de son licenciement, le régiment ne compte plus que 340 soldats et 39 officiers.

## Sources
- Les Hussards français, Tome 1, De l'Ancien régime à l'Empire édition Histoire et collection

- Robert Grouvel (vicomte), Régiment de Hussards de Rohan, 1793-1796, Les corps de troupe de l’émigration, 3 volumes, La Sabretache, Paris, 1961-1965.